# Шарабурко Яків Сергійович
Я́ків Сергі́йович Шарабу́рко (26 листопада 1895 , Беседовичіd, Могильовська губернія  — 22 квітня 1967 , Москва ) — радянський військовик, генерал-майор. Депутат Верховної Ради УРСР 1-го скликання (1938–1947).

## Біографія
Народився 26 листопада 1895 року в родині шахтаря в селі Беседовичі (тепер Хотимського району Могильовської області Білорусі). З тринадцятирічного віку працював лампоносом, а потім вибійником на Марківському руднику в Донбасі. Брав активну участь в робітничих страйках. З 1914 по 1915 рік перебував у в'язниці міста Таганрога за участь в страйковій боротьбі.
З 1915 року — на службі в російській армії: рядовий, старший унтер-офіцер. У липня 1917 року був заарештований владою Тимчасового уряду Росії за агітацію проти війни. Під час перевезення в арештантському вагоні утік із станції Рудники. Перебрався до Петергофу, де у жовтні 1917 року вступив до Червоної гвардії, був призначений командиром взводу. 5 січня 1918 року був поранений у боях, деякий час лікувався.
Член РСДРП(б) з 1917 року.
З 1918 року — у Червоній армії. Учасник громадянської війни і боротьби з басмачами в Середній Азії.
З січня 1918 року — командир ескадрону 1-го радянського партизанського полку, потім 3-го партизанського Могилівського полку. Із вересня 1919 року — помічник командира ескадрону, командир сотні. З грудня 1919 року командир ескадрону 13-го кавалерійського полку 3-ї Туркестанської кавалерійської дивізії.
З 1921 по 1924 рік навчався у вищій кавалерійській школі РСЧА в Києві.
З вересня 1924 року — викладач кавалерійських курсів. З жовтня 1925 року — командир кулеметного ескадрону 22-го і 23-го кавалерійських полків 4-ї кавалерійської дивізії. З лютого 1927 року — інструктор кавалерійської справи 3-го прикордонного загону ОДПУ в Петрозаводську. З вересня 1927 року — знову командир ескадрону 23-го кавалерійського полку.
У 1931 році закінчив Військову академію імені Фрунзе.
З грудня 1931 року — командир кавалерійського дивізіону Об'єднаної військової школи. З липня 1932 року — командир полку кавалерійської школи імені 1-ї Кінної армії в Тамбові. З 8 січня 1934 року — командир 70-го кавалерійського полку 4-ї кавалерійської бригади. З березня 1938 року — командир 5-ї кавалерійської дивізії Київського особливого військового округу.
26 червня 1938 року був обраний депутатом Верховної Ради УРСР 1-го скликання від Проскурівської виборчої округи Кам'янець-Подільської області.
Учасник вторгнення СРСР до Польщі у вересні 1939 року як командир 5-ї кавалерійської дивізії РСЧА. З квітня 1941 року — заступник із стройової частини командира 23-го механізованого корпусу Орловського військового округу.
З початком німецько-радянської війни із липня 1941 року — в.о. командира корпусу сформованого на базі 23-го стрілецького. З 1 вересня 1941 по 30 квітня 1942 року — командир 76-ї кавалерійської дивізії. З 16 травня 1942 по 28 грудня 1942 року — командир 116-й кавалерійської дивізії. З листопада 1942 року — в.о. помічника командувача військами, одночасно інспектор кавалерії Північно-Кавказького фронту. З 21 березня 1943 по 6 червня 1943 року — командир 7-го гвардійського кавалерійського корпусу. З вересня 1943 року — заступник командира 12-го гвардійського стрілецького корпусу. З травня 1944 року — в шпиталі. З 6 листопада 1944 по 11 травня 1945 року — командир 93-го стрілецького корпусу.
5 липня 1945 року попав в автомобільну аварію і знаходився на лікуванні у шпиталі.
З 1946 року — у відставці. Помер 22 квітня 1967 року в Москві.

## Звання
- комбриг (22.02.1938)
- комдив (4.11.1939)
- полковник
- генерал-майор (4.06.1940)

## Нагороди
- два ордени Леніна (22.02.1938,)
- чотири ордени Червоного Прапора (27.08.1942, 1.04.1943,)
- орден Суворова ІІ ступеня (6.04.1945)
- медаль «XX років Робітничо-Селянській Червоній Армії» (1938)
- медалі